# Ad-Dīnawarī
Abū Hanīfa Ahmad ibn Dāwūd ad-Dīnawarī (arabisch أبو حنيفة أحمد بن داود الدينورِي, DMG Abū Ḥanīfa Aḥmad b. Dāwūd ad-Dīnawarī; kurdisch Dînewerî geb. 828 in Dinawar; gest. 889 oder 896) war ein kurdischer Botaniker, Historiker, Geograph, Astronom und Mathematiker. Er studierte Astronomie, Mathematik sowie Philologie in Isfahan, Kufa und in Basra. Adh-Dhahabī nennt ihn in seiner Gelehrtenbiographie als einen der vielfältigsten Gelehrten seiner Zeit.

## Werke
Sein bekanntestes Werk ist ein botanisches Buch Kitāb an-nabāt / كتاب النبات / ‚Das Buch der Pflanzen‘. Er wird unter den ersten Verfassern, die ein Werk in dieser Gattung islamischer Wissenschaften verfasst haben, genannt. Der Verfasser stützte sich dabei weniger auf die Botanik als auf die in der Dichtung der altarabischen Poesie erwähnten Pflanzennamen, die er vom Standpunkt der Philologie und Lexikographie aus erörterte.
Mit seinem Geschichtswerk al-achbār at-tiwāl / الأخبار الطوال / al-aḫbār aṭ-ṭiwāl / ‚Die großen (langen) Geschichten‘ setzte er einen Meilenstein in der islamischen Historiographie. Denn im Mittelpunkt der Weltgeschichte steht der Iran. Die Perser und Alexander der Große spielen im Altertum die Hauptrolle. Der Verfasser behandelt die Geschichte der Sasaniden ausführlich, die Gründung des Islams und die frühislamische Zeit dagegen relativ kurz, die sich in der Zeit von Chosrau II. zugetragen haben. Nach einer Kurzfassung der Geschichte der Araber und der Umayyaden wird die islamische Geschichte von Abd al-Malik ibn Marwan (von 685) bis in die Zeit des Abbasiden al-Mu'tasim bi-'llāh (bis 842) kurz dargestellt.
Seine anderen Werke, von denen Ibn an-Nadīm siebzehn Titel nennt, sind nicht erhalten.